# معهد المعلوماتية الحيوية الأوروبي

شعار معهد المعلوماتية الحيوية الأوروبي

معهد المعلوماتية الحيوية الأوروبي (بالإنجليزية:European Bioinformatics Institute) هو مركز للبحوث والخدمات في المعلوماتية الحيوية، ويشكل جزءا من مختبر علم الأحياء الجزيئي الأوروبي (بالإنجليزية:European Molecular Biology Laboratory) تأسس عام 1992 ويقع مقره في المملكة المتحدة.

## روابط خارجية
- الموقع الرسمي